# Тазабеков, Мухамеджан Оразбайулы
Мухамеджан Оразбайулы Тазабек (каз. Мұхамеджан Оразбайұлы Тазабек; род. 3 июля 1975; Шахан, Байзакский район, Жамбылская область, Казахская ССР) — казахстанский общественный деятель, поэт айтыса, религиовед, публицист, заслуженный деятель Казахстана (2014).
Основатель и генеральный директор просветительского телеканала «Asyl arna» (с 2009).

## Биография
Мухамеджан Оразбайулы Тазабек родился 3 июля 1975 года в селе Шахан Байзакского района Жамбылской области. Является старшим из 5 детей. Отец Мухамеджана — филолог, публицист, акын, мать — сельский библиотекарь. Происходит из рода Шымыр племени дулат.
Окончил среднюю школу им. Мухтара Ауэзова (Жамбыльская область).
В 1996 году окончил филологический факультет Казахского национального университета им. Аль-Фараби по специальности «филолог, преподаватель казахского языка и литературы».
В 1998 году окончил магистратуру филологического факультета Казахского национального университета по специальности литературоведение, в 2000 году — аспирантуру.
В 2011 году окончил Университет иностранных языков и деловой карьеры по специальности религиоведение.
С 1987 года начал выходить на сцену казахского народного искусства айтыс.
С 1992 по 2021 год участвовал во встречах с представителями казахских диаспор в Турции, Германии, Франции, Китае, РФ, Великобритании, Южной Корее, Узбекистане и Кыргызстане.
С 1996 по 1997 годы — руководитель школы акынов Казахского национального университета.
С 1999 по 2001 годы — проходил службу по контракту в национальной гвардии «Улан». Там же с 1997 года по 2003 год был солистом Президентского оркестра.
С 2001 по 2002 год ведущий программы «Жұмадағы жүздесу».
С 2003 по 2007 год руководитель творческого отдела Общественного объединения "Республиканское движение «Ак Орда».
С 2003 по 2008 год вел передачу «Құбыла» в эфире «Казахского радио».
С 2005 по 2006 годы был координатором духовных проектов в «Ак Орда». Занимался организацией состязаний айтыскеров.
С 2005 по 2008 годы совместно с Общественным объединением "Республиканское движение «Ак Орда» организовывал республиканские мероприятия по айтысу.
С 2007 по 2009 год — автор и ведущий программы «Құбыла».
В 2007 году основал студию «Asyl arna», которая занималась производством документальных фильмов на социальные темы. В 2008 году студия была трансформирована в просветительский телеканал Asyl arna (ныне Talim TV). Тазабек был генеральным директором телеканала.
В 2008 году создал студийную программу «Иман нуры», которая транслировалась в эфире национального телеканала «Казахстан» на протяжении Рамадана.
С 2008 по 2009 год был ведущим передач «Ораза қабыл болсын», «Иман нұры».
С 2008 по 2021 год проводил лекций в формате онлайн и офлайн на территории всей страны.
С 2014 по 2016 года в составе информационно-просветительской группы, совместно с Министерством общественного развития и информации, Мухамеджан Тазабек проводил встречи по дерадикализации общества в регионах страны.
С 2014 по 2017 года был постоянным членом общественного совета при Духовном управлении мусульман Казахстана.
С 2014 по 2018 годы был организатором республиканских мероприятий по айтысу совместно с партией НурОтан.
Тазабек дублировал на русский и казахские языки голливудский мультфильм «Мухаммад — последний пророк». При поддержке Тазабека были созданы культурно-этнографические документальные фильмы «Аншылык», «Кусбегилик», «Атбегилик», экспедиционные проекты «Атамекен», «Бетпак дала» и другие.
Автор и ведущий духовно-культурных передач «Ораза қабыл болсын» (2008), «Иман нұры», вышедших в эфир Казахского национального телеканала «Qazaqstan».
Активно ведет страницу в Instagram — на Тазабека подписано 1,7 миллиона подписчиков. Также входит в топ-3 самых влиятельных казаков на Фейсбуке.

## Философия и убеждения
Мухамеджан Тазабек является сторонником традиционных ценностей и популяризирует их в СМИ и соцсетях. Тазабек пропагандирует уважение к женщинам, почитание родителей, преданность семье, поддержку детей, любовь к стране. Толкует современный ислам как «религию интеллектуалов», которая мотивирует и помогает менять жизнь к лучшему.
Свою концепцию «духовного просвещения и оздоровления нации» строит на основе мудрости и традиций казахского народа. Тазабек считает, что пренебрегать мудростью предков неверно, поскольку в казахском обществе прошлого были сильны общественные институты. Убежден, что возвращение к историческим корням обеспечивает духовный рост и делает общество и личность счастливее и здоровее. По мнению Тазабека, стабильность является наиболее благоприятной средой для планомерного и целостного развития любого социума.

## Достижения в айтысе
- 1990 — обладатель приза айтыса посвященного 80-летия Бауыржана Момышұлы
- 1991 — обладатель главного приза айтыса посвященного 300-летию Богенбай батыра
- 1991 — обладатель приза айтыса посвященного 280-летию Абылай хана
- 1991 — обладатель приза айтыса посвященного 200-летию Исатая Тайманова
- 1991 — победитель республиканского айтыса 210-летию Сыпатай батыра
- 1992 — победитель международного айтыса «І всемирного курултая казахов»
- 1993 — победитель республиканского айтыса «Трем биям казахского народа»
- 1994 — победитель республиканского айтыса 100-летию Т. Рыскулова и М. Жумабаева
- 1995 — победитель республиканского айтыса 150-летию Абая
- 1997 — обладатель первого приза айтыса посвященного празднику Наурыз
- 1998 — победитель республиканского айтыса 400-летию Карасай батыра
- 1998 — победитель республиканского айтыса «Супер дода»
- 1999 — победитель республиканского айтыса 60-летию Жамбылской области
- 1999 — победитель международного айтыса среди поэтов стран Центральной Азии (Узбекистан, Кыргызстан, Туркменистан, Таджикистан и др.)
- 2000 — победитель республиканского айтыса 90-летию Бауыржана Момышулы и др.
- 2000 — победитель первого республиканского айтыса «Жекпе жек»
- 2001 — обладатель специального приза «III республиканского айтыса»
- 2001 — призер международного айтыса в г. Бишкек (Кыргызстан).

## Награды и звания
- 1996 — Премия Союза Молодёжи Казахстана.
- 1998 — Государственная молодежная премия Правительства Республики Казахстан «Дарын».
- 2014 — Указом Президента Республики Казахстан от 9 декабря 2014 года награждён почётным званием «Заслуженный деятель Республики Казахстана» за вклад в развитие казахского национального искусства айтыса[9][10].
- 2018 — нагрудный знак Министерства информации РК «Ақпарат саласының үздігі».
- 2021 (13 декабря) — Орден «Парасат»;[11]

## Фильмография
- 1991 — х/ф «Мұхамеджанның ақбоз аты»
- 1996 — х/ф «Юность Жамбыла» — исполнитель главной роли
- 2011 — х/ф «Дода» — автор идеи, продюсер
- 2012 — х/ф «Тастандылар» — автор идеи, продюсер
- 2015 — х/ф «Сергелдең» — автор идеи, продюсер
- 2015 — т/с «Көке» — автор идеи, продюсер
- 2016 — х/ф «Шатқал» — автор идеи, продюсер
- 2016 — т/с «Бір келіншек» — автор идеи, продюсер
- 2016—2019 — т/с «Үлкен үй» — автор идеи, продюсер
- 2018 — х/ф «Шабдалы» — автор идеи, продюсер

## Книги
- «Айтыстар»;
- «Қазақ радиосының рухани бұлағы»;
- «Иман бақшасы».